# Chris Udofia
Chris Udofia (Irving, 18 luglio 1992) è un ex cestista statunitense.